# Afryka Subsaharyjska

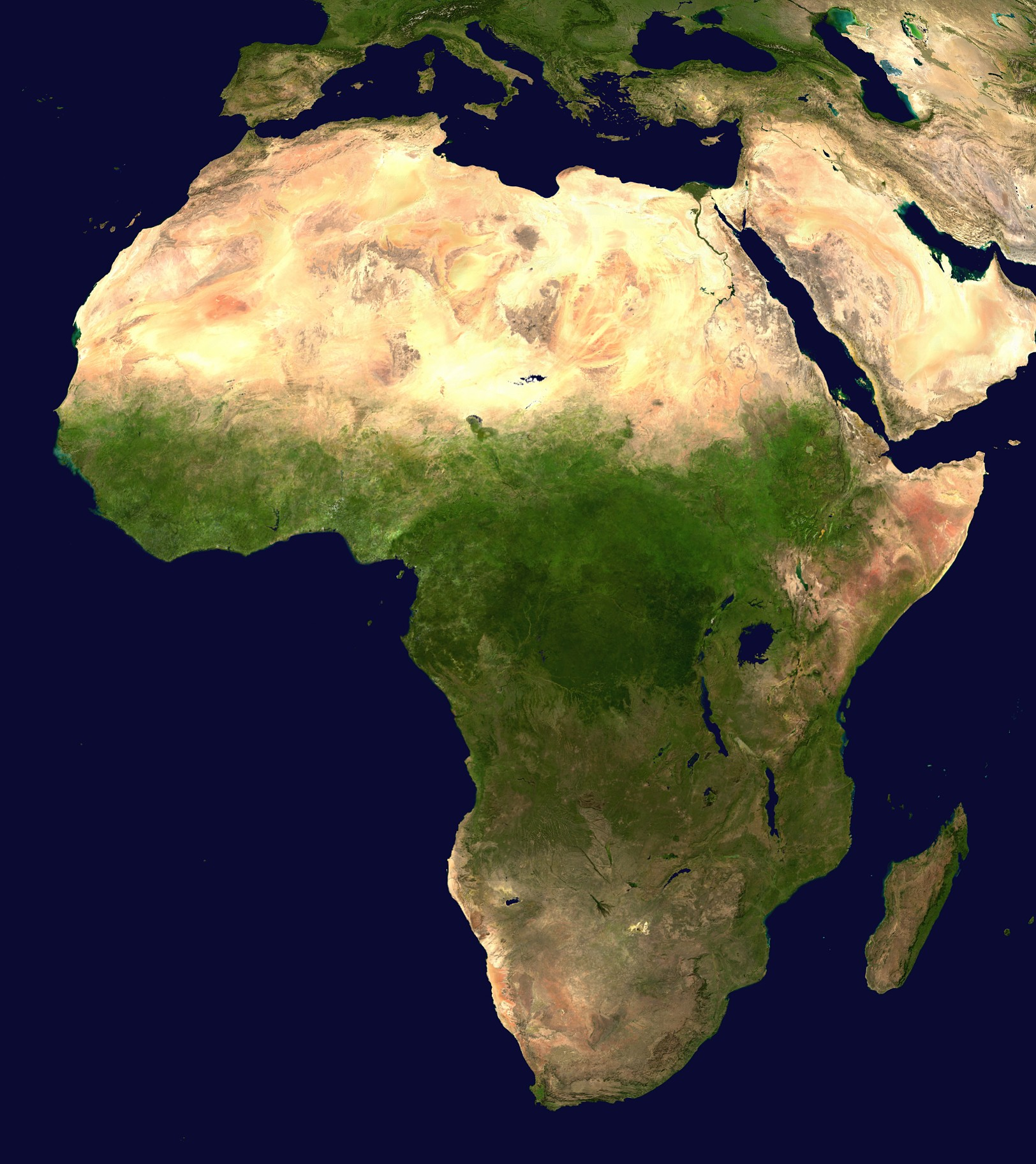
Mapa Afryki, ukazująca ekologiczne granice regionu nazywanego Czarną Afryką. Ta mapa nie uwzględnia granic państwowych, etnicznych czy rasowych

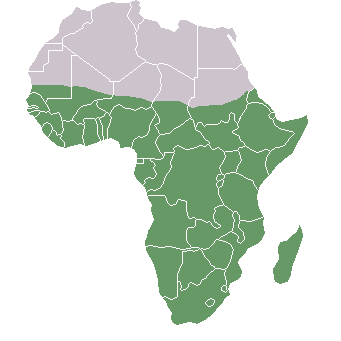
Mapa polityczna ukazująca ekologiczne granice Czarnej Afryki

Afryka Subsaharyjska albo Czarna Afryka – nazwa stosowana dla określenia części Afryki położonej na południe od Sahary. Mieszkańcami Afryki Subsaharyjskiej jest w większości ludność czarnoskóra.

## Charakterystyka
W obrębie Afryki Subsaharyjskiej znajdują się 43 kraje, licząc również państwa wyspiarskie. W 2015 ten region zamieszkiwało blisko 943 062 000 osób (około 13% ludności świata). Najliczniej zaludnionymi krajami były: Nigeria (184,5 mln mieszkańców), Etiopia (98,8 mln) oraz Demokratyczna Republika Konga (71,2 mln). Jest to część Afryki skupiająca kraje o bardzo różnym poziomie PKB. W 2012 najwyższy był on, spośród państw kontynentalnych, w Gwinei Równikowej, Botswanie i RPA, najniższy natomiast w Demokratycznej Republice Konga, Erytrei i Burundi. Ubóstwo wielowymiarowe dotyka 74% mieszkańców terenów wiejskich oraz 31% mieszkańców miast (2016).
Afryka Subsaharyjska obejmuje regiony znane jako Afryka Zachodnia, Afryka Środkowa, Afryka Wschodnia (w tym Półwysep Somalijski zwany Rogiem Afryki) oraz Afryka Południowa. Madagaskar, choć przyrodniczo odrębny, jest włączany przez UNESCO do państw Czarnej Afryki przy opracowywaniu statystyk. Czarną Afrykę otacza od zachodu Ocean Atlantycki, a od wschodu Ocean Indyjski. Klimat jest zróżnicowany. W tej części Afryki znajdują się dwie pustynie – Namib i Kalahari. Nie występują wysokie pasma górskie. Najwyższym szczytem zarówno tego regionu, jak i całej Afryki, jest Kilimandżaro, wulkaniczny masyw (5895 m n.p.m.) w Tanzanii.
Wiele krajów znajdujących się w strefie przejścia realiami zbliżona jest do krajów położonych w samej Afryce Subsaharyjskiej. Czarna Afryka jest jednym ze słabiej rozwiniętych gospodarczo regionów świata. Problemem są choroby (w tym związane z niewystarczającą wyszczepialnością), konflikty zbrojne, nierówności płci i społeczne, słaby dostęp do szkół, brak dostępu do czystej wody (32% populacji w 2015) oraz klimat. Długie susze utrudniają sytuację zwłaszcza w Sahelu, gdzie wielu mieszkańców utrzymuje się z tradycyjnego rolnictwa i pasterstwa (w rolnictwo aktywnie angażuje 80–90% mieszkańców tej strefy). W tej strefie średnia roczna suma opadów wynosi od 200 mm (na północy) do 600 mm (na południu). Poza porą deszczową, trwającą blisko 4 miesiące, ciągną się długie susze, negatywnie wpływające na rolnictwo. Sahel to również strefa mocno dotknięta degradacją środowiska i pustynnieniem. W całej Afryce Subsaharyjskiej głównymi roślinami uprawnymi są kukurydza zwyczajna, sorgo, pszenica, miłka abisyńska oraz proso (wraz z sorgiem uprawiane w obszarach półpustynnych). Znacząca jest również hodowla trzody.
W wielu krajach średnia długość życia jest niska. Najniższe wartości w 2015 przypadły Republice Środkowoafrykańskiej (49,5 dla mężczyzn, 53,4 dla kobiet), Suazi (49,6 dla mężczyzn, 48,1 dla kobiet), Lesotho (49,9 dla mężczyzn, 50 dla kobiet), Czadowi (50,8 dla mężczyzn, 53 dla kobiet), Sierra Leone (50,8 dla mężczyzn, 51,9 dla kobiet). Od 2000 do 2015 roku średnia oczekiwana długość życia w regionie wzrosła jednak znacząco (o 8,8 lat). Śmiertelność wśród dzieci jest stosunkowo wysoka – w 1990 statystycznie 188 dzieci na 1000 nie dożywało 5 lat. W 2000 liczba ta spadła do 158, a w 2013 do 93, co jest jednak wynikiem około 15 razy wyższym, niż w krajach rozwiniętych. Największa umieralność w podanym okresie życia w 2015 dotykała najbardziej obywateli Sierra Leone (179/1000), Demokratycznej Republiki Konga (174/1000) i Mali (154/1000). Znaczące jest również upośledzenie wzrostu spowodowane niedożywieniem – w 2013 dotykało 38% dzieci.
Obszar Czarnej Afryki jest zróżnicowany pod względem językowym, a najwięcej języków (ponad 1000) zaliczanych jest do rodziny języków nigero-kongijskich. Ponad 500 z nich należy do rodziny bantu. Spośród nich największe znaczenie ma suahili, pełniący funkcję języka międzynarodowego.
Piśmienność w niektórych krajach jest niska – przeciętnie 53% w 1990, 59% w 2011; bardzo zmienna, od 25,3% w Gwinei (2010) i 28,7% w Beninie (2006) po 91,8% na Seszelach (2011) i 94,2% w Gwinei Równikowej (2011). W 2013 nieznane były statystyki piśmienności dla Kongo, Sudanu Południowego i Somalii. Część dzieci nie uczęszcza do szkół lub uczy się w obszarach dotkniętych konfliktami zbrojnymi. W 2015 roku 90% dzieci w wieku szkolnym w Afryce Subsaharyjskiej było zapisanych do szkół; to duży sukces w porównaniu do 1990, kiedy odsetek ten wynosił 52%. Dostęp do Internetu w omawianym obszarze wynosi 25%, co jest najniższym wynikiem spośród innych rejonów świata.

## Migranci w Europie
Liczba migrantów z Afryki Subsaharyjskiej w państwach europejskich (na rok 2017):
| Państwo         | Liczba w tys. | Państwa pochodzenia                                                                               | Główne skupiska                                                       |
| --------------- | ------------- | ------------------------------------------------------------------------------------------------- | --------------------------------------------------------------------- |
| Francja         | 2500–5000     | Kamerun, Senegal, Mali, Wybrzeże Kości Słoniowej                                                  | Paryż, Lyon, Tuluza, Lille, Bordeaux, Marsylia, Nantes                |
| Wielka Brytania | 1785–2800     | Nigeria, Ghana, Kenia, RPA                                                                        | Londyn, Birmingham, Manchester, Leeds, Sheffield, Bristol, Nottingham |
| Holandia        | 500           | Senegal, Ghana, Nigeria                                                                           | Amsterdam, Rotterdam, Haga                                            |
| Niemcy          | 270–818       | Kamerun, Ghana, Nigeria                                                                           | Hamburg, Berlin, Frankfurt nad Menem, Kolonia                         |
| Włochy          | 243–1000      | Erytrea, Senegal, Somalia, Burkina Faso, Ghana, Wybrzeże Kości Słoniowej                          | Rzym, Mediolan, Turyn, Palermo, Brescia, Bolonia, Florencja           |
| Hiszpania       | 228–683       | Gwinea Równikowa                                                                                  | Madryt, Sevilla, Barcelona, Palma de Mallorca                         |
| Portugalia      | 140–147       | Republika Zielonego Przylądka, Gwinea Bissau, Angola, Mozambik, Wyspy Świętego Tomasza i Książęca | Lizbona, Porto                                                        |
| Belgia          | 65–74         | Rwanda, Demokratyczna Republika Konga                                                             | Bruksela, Liège, Antwerpia, Charleroi                                 |